# Dominique Vlasto
Dominique Vlasto (ur. 14 sierpnia 1946 w Marsylii) – francuska polityk, eurodeputowana.

## Życiorys
Pracę zawodową podjęła w połowie lat 60. w przedsiębiorstwie włókienniczym. Od 1975 do 1979 była zatrudniona w instytucie badania opinii publicznej. W 1983 uzyskała mandat radnej Marsylii. Została przewodniczącą miejskiego urzędu turystycznego, weszła w do zarządu spółki akcyjnej organizującej targi międzynarodowe w Marsylii. Od 1995 była zastępcą mera. W latach 1998–1999 zasiadała w Komitecie Regionów.
W 2000 objęła mandat posłanki do Parlamentu Europejskiego po rezygnacji jednego z deputowanych. W 2004 skutecznie ubiegała się o reelekcję. Weszła w skład grupy Europejskiej Partii Ludowej i Europejskich Demokratów oraz Komisji Przemysłu, Badań Naukowych i Energii. W 2009 została wybrana na kolejną kadencję, zasiadając w PE do 2014.
Należała do Unii na rzecz Demokracji Francuskiej, a w jej ramach do Demokracji Liberalnej. W 2002 dołączyła do powstałej m.in. na bazie DL Unii na rzecz Ruchu Ludowego.